# 五運六氣
五運六氣，簡稱運氣，又稱運氣學說，為古人研究氣候變化與疾病關係的一門學問。方法為運用陰陽五行生剋制化理論，以干支系統進行演繹，總結人在宇宙中的生理、病理變化。運氣學說為一綜合學科，其範圍涵蓋古代天文學、氣象學、物候學、地理學，屬於醫學氣象學和時間醫學的範疇。
現今運氣學說的主要依據源自王冰註釋之《黃帝內經素問》中的七篇大論──《天元紀大論》、《五運行大論》、《五常政大論》、《六微旨大論》、《六元正紀大論》、《氣交變大論》、《至真要大論》，內容包括五運與六氣，運與氣又有主、客之分，推算時需互相參照，並綜合當年物候才能準確推估疾病的發病規律。

## 意義
1. 統一氣候變化與自然界的生物與非生物現象。古人認為天地間的陰陽變化形成四季，春暖，夏熱，秋涼，冬寒是陰陽消長衰退的結果。因此自然界的變化，如植物的生長、開花、結實，候鳥的來往，以及下雪、打雷、河凍，均能反映陰陽變化的過程。藉由觀察某特定時刻自然界的生物與非生物現象，能得知該階段陰陽的變化情形。如此便用陰陽將四季的晴雨寒暑、植物的生長榮枯、動物的往來生息統一。
2. 統一氣候變化與發病。運氣學說認為人處在天地之間，天地間的變化影響所有的生命活動。《素問‧生氣通天論》：「夫自古通天者生之本，本於陰陽。天地之間，六合之內，其氣九州九竅、五藏、十二節，皆通乎天氣。」。因此氣候正常，人體內的陰陽平衡也正常；氣候異常，人體內的陰陽平衡也隨之而紊亂。因此研究氣候變化能推測疾病的發生，較早地採取預防措施。
3. 統一氣候變化與自然用藥。氣候變化能影響疾病的發病規律、傳變預後，使某些類型的病症發病機會較高，或是該年疾病偏向某種病機，如多挾溼邪。針對此種規律投以相應藥物，往往能獲得較好的療效。

## 五運
- 五運包括木運、火運、土運、金運、水運，表木、火、土、金、水五行之氣在天地陰陽中的運行變化。五運代表不同節令的氣候特徵，因此五運是探索一年五個季節變化的運行規律。
- 五運與五季的配對關係為春溫屬木，夏熱屬火，長夏溼屬土，秋涼屬金，冬寒屬水。
- 五運又可細分為歲運、主運、客運。

### 十干化運
十干化運為運氣學說中將天干與五行相配的一種方法。推算五運須先得知該年年干，而十天干對應五運關係為甲己屬土，乙庚屬金，丙辛屬水，丁壬屬木，戊癸屬火。

### 歲運
- 歲運統管全年五運之氣，可反映全年的氣候特徵及發病規律。因歲運居天地之中，氣交之分，隨天氣地氣的運動而先行升降，故又稱中運。[4]因其通紀一年，又稱大運。[5]

#### 太過不及
- 太過表主歲的運氣旺盛而有餘，不及表主歲的運氣衰少而不足。
- 甲丙戊庚壬為陽干，主歲運的有餘；乙丁己辛癸為陰干，主歲運的不足。因此逢甲年歲運為土運太過，乙年金運不及，丙年水運太過，丁年木運不及，戊年火運太過，己年土運不及，庚年金運太過，辛年水運不及，壬年木運太過，癸年火運不及。

#### 特徵
1. 太過與不及每年輪轉，若今年火運太過則明年土運不及，後年金運太過。
2. 太過是運本身的氣盛，不及是運本身的氣衰，不能抵禦克制之氣。
3. 凡屬太過之年，各運之氣均在大寒節前十三日交運，不及之年，各運之氣均在大寒節後十三日交運。[6][7]

### 主運
- 主運指五運之氣分別主管一年五時的運。
- 全年分作五步，每一步運各主一時，各主七十三天零五刻。始於木運，而火運，而土運，而金運，終於水運，按五行相生次序運行。年年如此，固定不變。各年主運交司時刻如下：

| 子、辰、申年 | 丑、巳、酉年 |
| 初運大寒日寅初初刻起 二運春分後十三日寅正一刻起 三運芒種後十日卯初二刻起 四運處暑後七日卯正三刻起 終運立冬後四日辰初四刻起 | 初運大寒日巳初初刻起 二運春分後十三日巳正一刻起 三運芒種後十日午初二刻起 四運處暑後七日午正三刻起 終運立冬後四日未初四刻起 |
| 寅、午、戌年 | 卯、未、亥年 |
| 初運大寒日申初初刻起 二運春分後十三日申正一刻起 三運芒種後十日酉初二刻起 四運處暑後七日酉正三刻起 終運立冬後四日戌初四刻起 | 初運大寒日亥初初刻起 二運春分後十三日亥正一刻起 三運芒種後十日子初二刻起 四運處暑後七日子正三刻起 終運立冬後四日丑初四刻起 |

### 客運
- 客運與主運相對而言，因其十年之內年年不同，如客之往來，故名客運。
- 客運也是主時之運，即每年五步的任一步，同時有一個主運和一個客運共同主持。
- 推算方法為以當年歲運為初運，依五行太少相生順序，分作五步，行於主運之上，逐年變遷，十年一週期。另需注意，應以一個五行太少相生關係為基本單位，若客運超過羽，則下一步的太少應從初運前推。

## 六氣
- 六氣為風、熱、火、溼、燥、寒，概括六種不同氣候，為古人總結長期生活經驗而得。可視為從中國的氣候區劃、氣候特徵來研究氣旋活動的規律。
- 六氣分主氣、客氣，主氣測常，客氣測變。客主加臨則是將主客氣合看，以進一步分析氣候變化及影響。
- 六氣是氣候變化的本源，三陰三陽是氣候變化的標象。六氣與三陰三陽的關係為風化厥陰，熱化少陰，溼化太陰，火化少陽，燥化陽明，寒化太陽。
- 六氣時至氣至，便為宇宙間的六種正氣；如果化非其時，便為邪氣，即氣象學上的災害性天氣。

### 十二支化氣
十二支化氣為運氣學說中將地支與五行相配的一種方法。推算六氣須先得知該年年支，而十二地支對應六氣關係為子午少陰君火、丑未太陰溼土、寅申少陽相火、卯酉陽明燥金、辰戌太陽寒水、巳亥厥陰風木。

### 主氣
- 主氣主治一年六個季節的正常氣候變化，故稱為主時之氣。因其恆居不變，年年如此。又稱地氣。
- 將一年二十四節氣分屬於六氣六步之中，主氣一年分六步，一步主四個節氣，即六十天八十七刻半。

| 六步   | 六氣     | 二十四節氣 |
| 初之氣 | 厥陰風木 | 大寒到春分 |
| 二之氣 | 少陰君火 | 春分到小滿 |
| 三之氣 | 少陽相火 | 小滿到大暑 |
| 四之氣 | 太陰溼土 | 大暑到秋分 |
| 五之氣 | 陽明燥金 | 秋分到小雪 |
| 終之氣 | 太陽寒水 | 小雪到大寒 |

### 客氣
客氣即是在天的三陰三陽之氣，因其運動不息，猶如客之往來，故稱客氣。又稱天氣。欲知客氣時需運用三陰三陽和司天在泉四間氣推算。

#### 三陰三陽
三陰三陽為運氣學說中劃分陰陽的獨特方法。按陰陽氣的多少將陰和陽各分為三。三陰之中厥陰陰氣最少，少陰其次，太陰最盛；三陽之中少陽陽氣最少，陽明其次，太陽最盛。故客氣六氣順序為厥陰風木(一陰)、少陰君火(二陰)、太陰溼土(三陰)、少陽相火(一陽)、陽明燥金(二陽)、太陽寒水(三陽)。

#### 司天在泉
- 司天之氣、在泉之氣、四間氣為客氣的六步。主歲的氣為司天，位當三之氣。位置與司天相對者為在泉，位當終之氣。四間氣各位在司天與在泉的左右。司天與在泉的左方為左間氣，右方為右間氣。一步一氣，各主六十日又八十七刻半。
- 每歲客氣始於司天前二位，即在泉的左間，為初之氣。從此向右退行到二之氣，即司天的右間。三之氣即司天本身。四之氣即司天的左間，五之氣即在泉的右間。六之氣，又稱終之氣，即在泉本身。
- 司天之氣，又稱司天，輪值主司天氣之意，也就是當令的氣候。司天象徵在上，主上半年的氣候變化，即統管初、二、三之氣。又稱歲氣、天氣。
- 在泉之氣，又稱在泉，統管下半年的氣候，即四、五、終之氣。也是歲氣。又稱地氣。
- 在泉與司天相對。知道司天便能推知在泉。一陽司天必是一陰在泉，二陽司天必是二陰在泉，三陽司天必是三陰在泉。反之亦然。
- 客氣與歲支的關係如下表

| 歲支   | 司天之氣 | 在泉之氣 |
| 子午年 | 少陰君火 | 陽明燥金 |
| 丑未年 | 太陰溼土 | 太陽寒水 |
| 寅申年 | 少陽相火 | 厥陰風木 |
| 卯酉年 | 陽明燥金 | 少陰君火 |
| 辰戌年 | 太陽寒水 | 太陰溼土 |
| 巳亥年 | 厥陰風木 | 少陽相火 |

#### 間氣
- 間氣是除司天之氣、在泉之氣外，其餘初之氣、二之氣、四之氣、五之氣的統稱。
- 間氣只能紀步，即一個間氣只管一步(六十日又八十七刻半)。但司天、在泉可共主一歲之氣，而不僅是各主一步。
- 司天之氣（三之氣）決定之後，即可依據三陰三陽順序來決定各步之間氣。例如：子年（三之氣&司天）為少陰君火(二陰)，則（四之氣）為太陰溼土(三陰)、（五之氣）為少陽相火(一陽)、（六之氣&在泉）為陽明燥金(二陽)、（一之氣）為太陽寒水(三陽)，（二之氣）為厥陰風木(一陰)。

### 客主加臨
客主加臨為將每年輪值的客氣加在固定的主氣之上。方法為把司天之氣加於主氣的三之氣上，在泉之氣加於主氣的六之氣上，其餘四間氣則依次相加。

## 運氣同化
- 運氣同化就是五運與六氣同類化合。運與氣在六十年變化當中，除互為生克、互為消長，還有二十六年同化關係。此種關係是因運與氣兩者性質相同而產生同一性質的變化。包括木同風化、火同暑熱化、土同溼化、金同燥化、水同寒化。
- 因歲運有太過不及，歲氣有司天在泉，因而有同天化同地化的差別。其表現類型有天符、歲會、同天符、同歲會、太乙天符五種。在六十年甲子週期中，計有二十六年為運氣同化。
  - 天符：該年歲運之氣與司天之氣的五行屬性相同，包括乙卯年、乙酉年、丙辰年、丙戌年、丁巳年、丁亥年、戊子年、戊午年、己丑年、己未年、戊寅年、戊申年，計十二年。
  - 歲會：該年歲運的五行屬性與歲支的五方正位相同，包括甲辰年、甲戌年、乙酉年、丙子年、丁卯年、戊午年、己丑年、己未年，計八年。
  - 同天符：逢陽干之年，太過的歲運之氣與在泉之氣相合同化，包括甲辰年、甲戌年、庚子年、庚午年、壬寅年、壬申年，計六年。
  - 同歲會：逢陰干之年，不及的歲運之氣與在泉之氣相合同化，包括辛丑年、辛未年、癸卯年、癸巳年、癸酉年、癸亥年，計六年。
  - 太乙天符：既是天符，又是歲會的年份，包括乙酉年、戊午年、己丑年、己未年，計四年。

## 外部連結
- 五運六氣查詢程式（页面存档备份，存于）